# Compañero Augusto
Compañero Augusto es una película dramática venezolana de 1976 dirigida por dirigida por Enver Cordido.

## Trama
Augusto Cárdenas es un exguerrillero de familia burguesa caraqueña que sale en libertad después de cuatro años en prisión. Se reúne con sus padres y su esposa. Vuelve a su mundo citadino, disfruta de los lujos que le proporciona el dinero. Sus ideales políticos y las promesas de lucha que hiciera a sus compañeros de combate quedan en el recuerdo.

## Reparto
- Orlando Urdaneta como Augusto Cárdenas
- María Grazia Bianchi
- Rafael Cabrera
- Jesús Maella
- Julio Mota
- Chelo Rodríguez
- Manuel Poblete
- Manola García Maldonado
- Álvaro Clement

## Producción
Considerada una obra representativa del cine político venezolano de los años 70, la película se inscribe dentro del movimiento del Nuevo Cine Venezolano, caracterizado por su compromiso social y su interés en reflejar las luchas populares y las problemáticas sociopolíticas del país.